# Lafayette County, Missouri
Lafayette County är ett administrativt område i delstaten Missouri, USA. År 2010 hade countyt 33 381 invånare. Den administrativa huvudorten (county seat) är Lexington.

## Geografi
Enligt United States Census Bureau har countyt en total area på 1 655 km². 1 630 km² av den arean är land och 25 km² är vatten.

### Angränsande countyn
- Ray County - nordväst
- Carroll County - nordost
- Saline County - öst
- Johnson County - syd
- Jackson County - väst
- Pettis County - sydost

### Orter
- Concordia
- Higginsville
- Lexington (huvudort)
- Odessa
- Napoleon